# Neoctenus finneganae
Espèce
Neoctenus finneganae est une espèce d'araignées aranéomorphes de la famille des Trechaleidae.

## Distribution
Cette espèce est endémique du Guyana.

## Publication originale
- Mello-Leitão, 1948 : Contribuição ao conhecimento da fauna araneológica das Guianas. Anais da Academia Brasileira de Ciências, vol. 20, no 2, p. 151-196.